# Contea di Fremont (Idaho)
La contea di Fremont (in inglese Fremont County) è una contea dello Stato dell'Idaho, negli Stati Uniti. La popolazione al censimento del 2000 era di 11 819 abitanti. Il capoluogo di contea è St. Anthony.

## Geografia
La contea si trova nel centro-est della contea, al confine con Montana e Wyoming. La contea occupa l'angolo nord-est della pianura del fiume Snake e include la parte occidentale del Parco nazionale di Yellowstone. I monti Centennial al confine con il Montana formano lo spartiacque continentale delle Americhe. Nel sud-est scorre il fiume Teton. Nella contea si trova anche parte della Foresta nazionale di Caribou-Targhee.

### Contee confinanti
- Contea di Madison (Montana) - nord
- Contea di Gallatin (Montana) - nord
- Contea di Teton (Wyoming) - est
- Contea di Teton - sud-est
- Contea di Madison - sud
- Contea di Jefferson - sud-ovest
- Contea di Clark - ovest
- Contea di Beaverhead (Montana) - nord-ovest

## Storia
La contea fu creata nel 2893 e fu chiamata così in onore dell'esploratore John Charles Frémont.

## Cities
- Ashton
- Drummond
- Island Park
- Newdale
- Parker
- St. Anthony (capoluogo)
- Teton
- Warm River